# Dasymaschalon evrardii
Mạo quả Evrard (danh pháp khoa học: Dasymaschalon evrardii) là loài thực vật có hoa thuộc họ Na. Loài này được Suzanne Joves-Ast mô tả khoa học đầu tiên năm 1940 bằng tiếng Latinh dựa theo mô tả bằng tiếng Pháp năm 1938 của chính tác giả này.
Loài này có ở khu vực Phan Thiết, Việt Nam.